# Max Weinreich
Max Weinreich (Kuldīga, 22 aprile 1894 – New York, 29 gennaio 1969) è stato un linguista specializzato nello studio dello yiddish.

## Biografia
Nato da una famiglia ebrea di madrelingua tedesca nella odierna Lettonia, allora parte dell'Impero russo, passò l'infanzia e l'adolescenza a Vilnius. Compì gli studi universitari a San Pietroburgo, Berlino e Marburgo. A Vilnius fondò e diresse dal 1925 al 1939 lo Yidisher Visnshaftlekher Institut (YIVO). Trasferitosi negli Stati Uniti, dal 1940 diresse a New York lo YIVO Institute for Jewish Research e insegnò storia della letteratura al City College.
Tradusse Sigmund Freud e Ernst Toller in yiddish. Suo figlio Uriel Weinreich è editore di uno dei più importanti dizionari biligui, il Modern Yiddish-English English-Yiddish Dictionary.

## "Una lingua è un dialetto con un esercito e una marina"
Max Weinreich viene spesso citato come autore di una massima che definisce cosa distingue una lingua da un dialetto: 
"Una lingua è un dialetto con un esercito e una marina" (in yiddish אַ שפראַך איז אַ דיאַלעקט מיט אַן אַרמײ און פֿלאָט‎?, a shprakh iz a dialekt mit an armey un flot); la definizione si trova in suo articolo, der yivo un di problemen fun undzer tsayt ("La YIVO e i problemi del nostro tempo"), pubblicato sul periodico yivo bleter, (gennaio-luglio 1945, pag. 13). 
Weinreich riferiva che a coniare questa definizione è stato un suo allievo, durante un seminario.

## Opere

### Edizioni originali in Yiddish e in lingua tedesca
1. Bilder fun der yidisher literaturgeshikhte fun di onheybn biz Mendele Mokher-Seforim, 1928.
2. Das Jiddische Wissenschaftliche Institut ("Jiwo") die wissenschaftliche Zentralstelle des Ostjudentums, 1931.
3. Fun beyde zaytn ployt: dos shturemdike lebn fun Uri Kovnern, dem nihilist, 1955
4. Geschichte der jiddischen Sprachforschung. herausgegeben von Jerold C. Frakes, 1993
5. Di geshikhte fun beyzn beyz, 1937.
6. Geshikhte fun der yidisher shprakh: bagrifn, faktn, metodn, 1973.
7. Hitlers profesorn : heylek fun der daytsher visnshaft in daytshland farbrekhns kegn yidishn folk. Nyu-York: Yidisher visnshaftlekher institut, Historishe sektsye, 1947.
8. Mekhires-Yosef: ... aroysgenumen fun seyfer "Tam ve-yashar" un fun andere sforim ..., 1923.
9. Der Onheyb: zamlbukh far literatur un visnshaft, redaktirt fun D. Aynhorn, Sh. Gorelik, M. Vaynraykh, 1922.
10. Oysgeklibene shriftn, unter der redaktsye fun Shemu'el Rozshanski, 1974.
11. Der oytser fun der yidisher sprakh fun Nahum Stutshkov ; unter der redaktsye fun Maks Vaynraykh, c. 1950
12. Praktishe gramatik fun der yidisher shprakh F. Haylperin un M. Vaynraykh, 1929.
13. Shtaplen fir etyudn tsu der yidisher shprakhvisnshaft un literaturgeshikhte, 1923.
14. Shturemvint bilder fun der yidisher geshikhte in zibtsntn yorhundert
15. Di shvartse pintelekh. Vilne: Yidisher visnshaftlekher institut, 1939.
16. Di Yidishe visnshaft in der heyntiker tsayt. Nyu-York: 1941.

### Opere tradotte in lingua inglese
1. History of the Yiddish Language (Volumes 1 and 2) ed. Paul (Hershl) Glasser. New Haven: Yale University Press, 2008.
2. Hitler's professors : the Part of Scholarship in Germany's Crimes Against the Jewish People. New Haven: Yale University Press, 1999.
3. History of the Yiddish language. trans. Shlomo Noble, with the assistance of Joshua A. Fishman. Chicago: University of Chicago Press, 1980.

### Opere tradotte in lingua italiana
1. Professori di Hitler. Il ruolo dell'università nei crimini contro gli ebrei, il Saggiatore, 2003.

### Altre possibili pubblicazioni (attribuzione discussa)
1. The reality of Jewishness versus the ghetto myth: The sociolinguistic roots of Yiddish by Max Weinreich In To honor to Roman Jacobson The Hague: Mounton 1967
2. History of the Yiddish language: The problems and their implications by Max Weinreich 1963?
3. Yiddish, Knaanic, Slavic: The basic relationships by Max Weinreich For Roman Jacobson The Hague, 1956 p. 623

### Mélanges
1. For Max Weinreich on his seventieth birthday; studies in Jewish languages, literature, and society. 1964